# Les Real Housewives de New York
Les Real Housewives de New York ou Real Housewives : New York City (The Real Housewives of New York City) est une émission de télé-réalité américaine diffusée depuis le 4 mars 2008 sur la chaîne de télévision Bravo.
En France, l'émission est diffusée du 4 mars au 26 avril 2013 sur Chérie 25, dès le 16 septembre 2013 sur E!, dès le 6 mars 2014 sur NRJ 12, et du 18 septembre au 27 octobre 2017 sur Téva. Depuis le 1er juillet 2024 les saisons 10 à 13 sont disponibles sur M6+. Dans son offre payante M6+ propose également la saison 14 depuis le 18 septembre 2024.
L'émission est la deuxième adaptation du concept de télé-réalité The Real Housewives.

## Synopsis

### Saison 1 à 13
L'émission suit la vie quotidienne de cinq à huit femmes au foyer et épouses américaines résidant à New York City, dans les arrondissements de Manhattan et Brooklyn : 
- Ramona, une entrepreneuse et mère au foyer ;
- Luann, une mannequin, autrice et chanteuse qui veut devenir une femme d'affaires ;
- Bethenny, une entrepreneuse qui veut s'installer avec son petit-ami et fonder une famille ;
- Alex, une psychologue dont le beau-père vient de décéder ;
- Jill, une mère au foyer qui prépare ses vacances.

De nouvelles Housewives rejoindront la distribution au cours de l'émission :
- Kelly, une designer, mannequin et autrice ;
- Sonja, une ancienne mannequin et amie de la royauté européenne ;
- Cindy, entrepreneuse et mère célibataire ;
- Aviva, survivante d’un horrible accident qui a été amputée de la jambe gauche ;
- Carole, une journaliste qui vient de perdre son époux ;
- Heather, une femme d’affaires et mère de 2 enfants ;
- Kristen, une entrepreneuse et mannequin, obsédée par Elvis Presley ;
- Dorinda, une femme d'affaires qui vient de ré-emménager à New York ;
- Jules, une mère au foyer mondaine ;
- Tinsley, une personnalité de la télévisions ;
- Leah, une créatrice de mode mère de 1 enfant ;
- Eboni, une avocate et animatrice télé.

Des Amies des Housewives rejoignent également le programme :
- Jennifer, une entrepreneuse et amie de Jill ;
- Barbara, une femme d'affaires et amie de Luann ;
- Elyse, l'ex femme d'un docteur et amie de Ramona ;
- Bershan, une femme d'affaires et amie de Leah et Sonja.

### Saisons 14 à 15
La saison 14 est reboot de l'émission comprenant sept nouvelles femmes au foyer :
- Sai, une bloggeuse et épouse de l'acteur David Craig ;
- Ubah, une femme d'affaires et mannequin ;
- Erin, une magnat de l'immobilier et mariée à un avocat ;
- Jenna, une créatrice de mode en couple avec un photographe ;
- Jessel, une publiciste de mode et mariée à un homme d'affaires ;
- Brynn, une entrepreneuse et jet-setteuse.

De nouvelles Housewives rejoindront la distribution au cours de l'émission :
- Racquel, une collectionneuse et conservatrice d'art.

Des Amies des Housewives rejoignent également le programme :
- Rebecca, une créatrice de mode et amie de Sai.

## Distribution

### Saisons 1 à 13
| Les Real Housewives          | Saisons    | Saisons    | Saisons    | Saisons    | Saisons    | Saisons    | Saisons     | Saisons     | Saisons     | Saisons     | Saisons     | Saisons    | Saisons    |
| Les Real Housewives          | 1          | 2          | 3          | 4          | 5          | 6          | 7           | 8           | 9           | 10          | 11          | 12         | 13         |
| ---------------------------- | ---------- | ---------- | ---------- | ---------- | ---------- | ---------- | ----------- | ----------- | ----------- | ----------- | ----------- | ---------- | ---------- |
| Bethenny Frankel (en)        | Principale | Principale | Principale |            |            |            | Principale, | Principale, | Principale, | Principale, | Principale, |            |            |
| Luann de Lesseps (en)        | Principale | Principale | Principale | Principale | Principale | Amie       | Principale  | Principale  | Principale  | Principale  | Principale  | Principale | Principale |
| Alex McCord                  | Principale | Principale | Principale | Principale |            |            |             |             |             |             |             |            |            |
| Ramona Singer (en)           | Principale | Principale | Principale | Principale | Principale | Principale | Principale  | Principale  | Principale  | Principale  | Principale  | Principale | Principale |
| Jill Zarin                   | Principale | Principale | Principale | Principale |            |            |             |             | Invitée     | Invitée     | Invitée     | Invitée    |            |
| Kelly Killoren Bensimon (en) |            | Principale | Principale | Principale |            | Invitée    | Invitée     |             |             |             |             |            |            |
| Sonja Morgan (en)            |            |            | Principale | Principale | Principale | Principale | Principale  | Principale  | Principale  | Principale  | Principale  | Principale | Principale |
| Cindy Barshop                |            |            |            | Principale |            |            |             |             |             |             |             |            |            |
| Aviva Drescher               |            |            |            |            | Principale | Principale |             |             |             |             |             |            |            |
| Carole Radziwill (en)        |            |            |            |            | Principale | Principale | Principale  | Principale  | Principale  | Principale  |             |            |            |
| Heather Thomson              |            |            |            |            | Principale | Principale | Principale  | Invitée     | Invitée     | Invitée     |             | Invitée    | Amie       |
| Kristen Taekman              |            |            |            |            |            | Principale | Principale  |             |             |             |             |            |            |
| Dorinda Medley               |            |            |            | Invitée    |            |            | Principale  | Principale  | Principale  | Principale  | Principale  | Principale |            |
| Jules Wainstein              |            |            |            |            |            |            |             | Principale  |             |             |             |            |            |
| Tinsley Mortimer (en)        |            |            |            |            |            |            |             |             | Principale  | Principale  | Principale  | Principale |            |
| Leah McSweeney (en)          |            |            |            |            |            |            |             |             |             |             |             | Principale | Principale |
| Eboni K. Williams (en)       |            |            |            |            |            |            |             |             |             |             |             |            | Principale |
|                              | Amies      |            |            |            |            |            |             |             |             |             |             |            |            |
| Jennifer Gilbert             |            |            | Amie       |            | Invitée    |            |             |             |             |             |             |            |            |
| Barbara Kavovit (en)         |            |            | Invitée    | Invitée    | Invitée    | Invitée    |             | Invitée     | Invitée     |             | Amie,       |            |            |
| Elyse Slaine                 |            |            |            |            |            |            |             |             | Invitée     | Invitée     |             | Amie       |            |
| Bershan Shaw                 |            |            |            |            |            |            |             |             |             |             |             |            | Amie       |

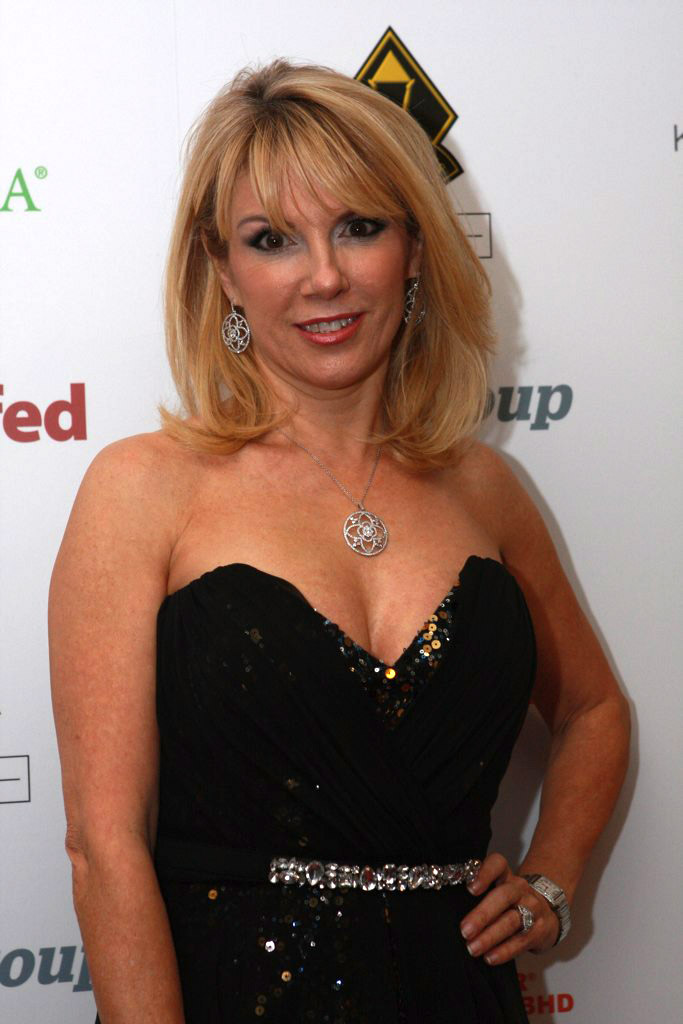
Ramona Singer (saisons 1 à 13)
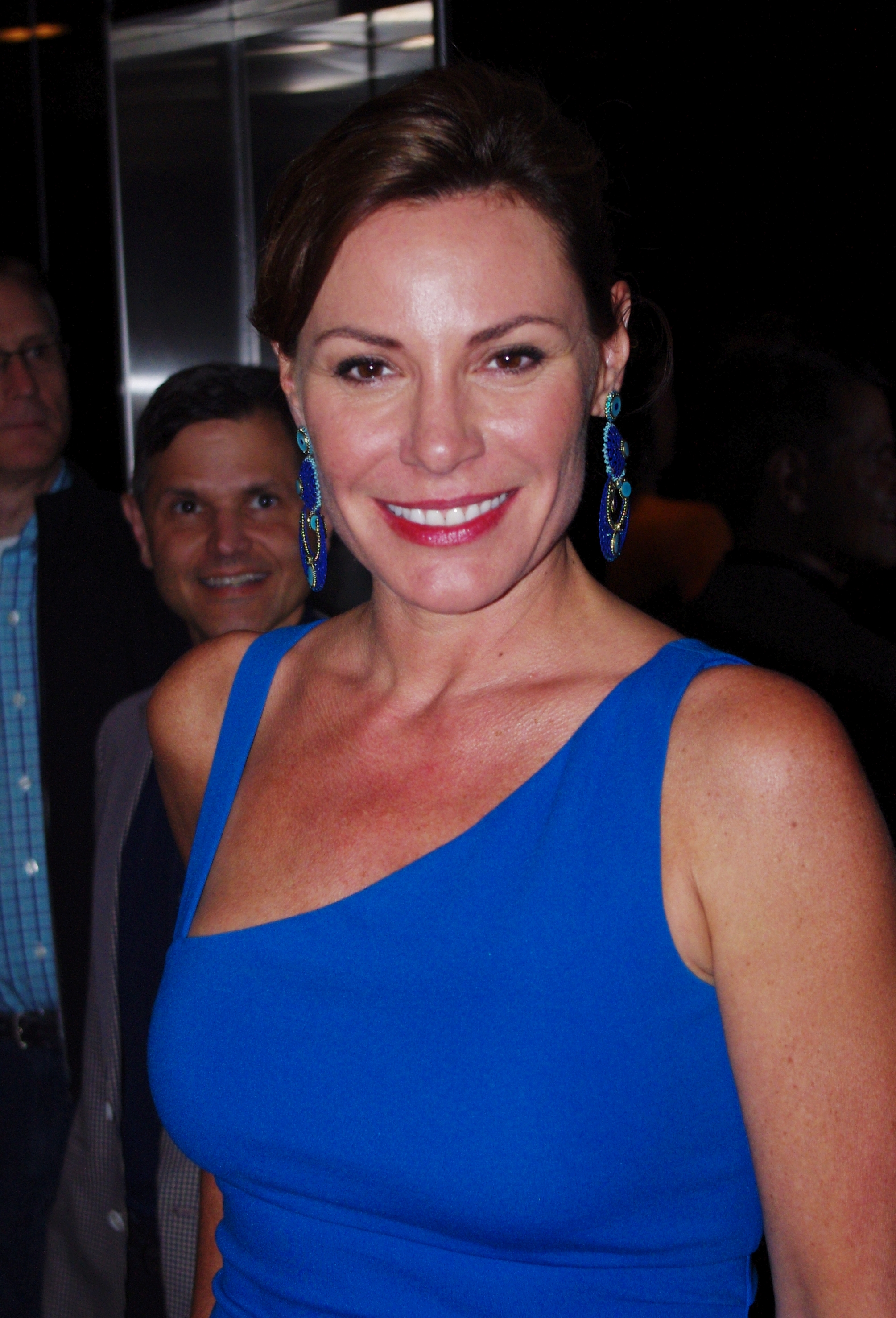
Luann de Lesseps (saisons 1 à 5 et 7 à 13)
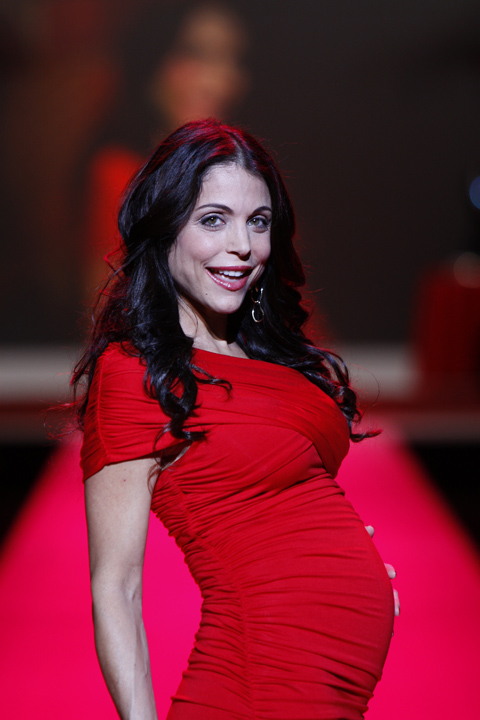
Bethenny Frankel (saisons 1 à 3 et 7 à 11)
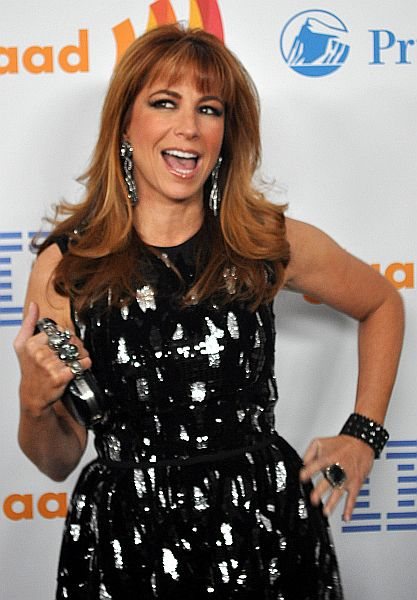
Jill Zarin (saisons 1 à 4)
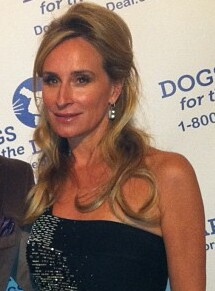
Sonja Morgan (saisons 2 à 13)
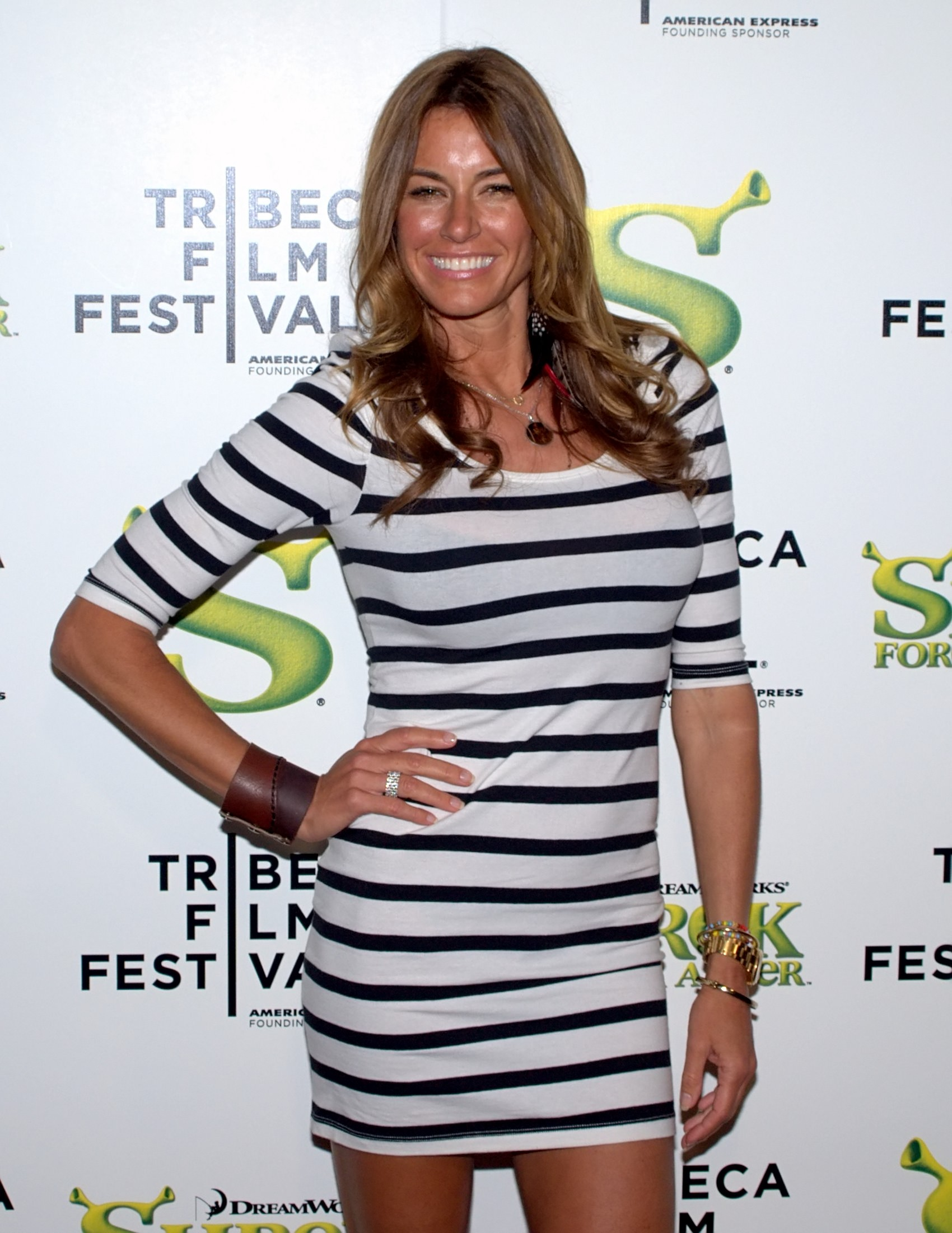
Kelly Killoren Bensimon (saisons 2 à 4)
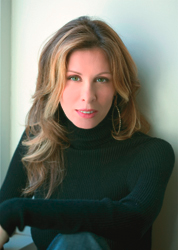
Carole Radziwill (saisons 5 à 10)
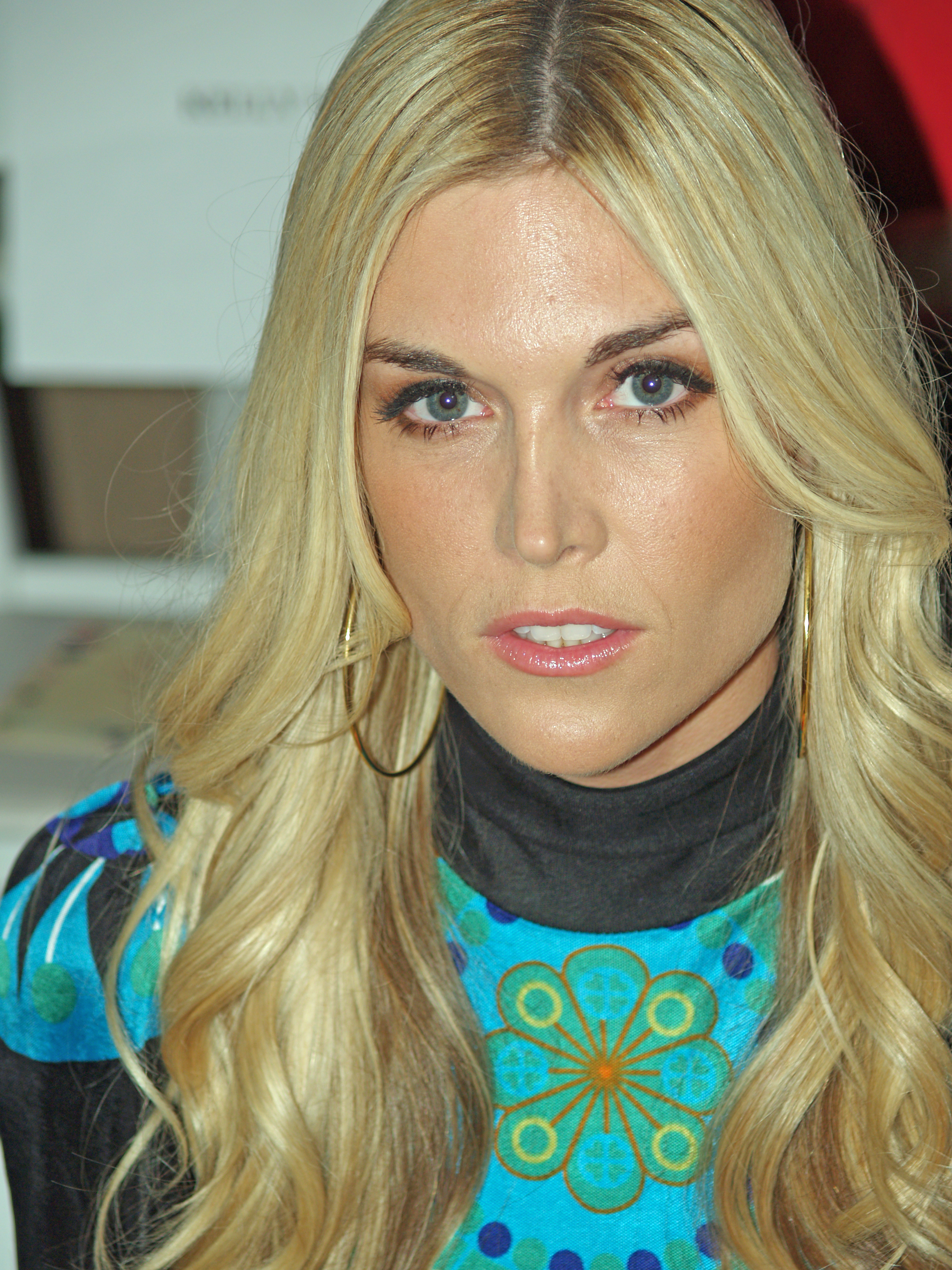
Tinsley Mortimer (saisons 9 à 12)
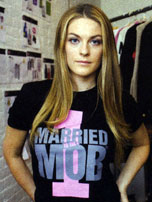
Leah McSweeney (saisons 12 et 13)

### Saisons 14 à 15
| Les Real Housewives | Saisons    | Saisons    |
| Les Real Housewives | 14         | 15         |
| ------------------- | ---------- | ---------- |
| Sai De Silva        | Principale | Principale |
| Ubah Hassan (en)    | Principale | Principale |
| Erin Lichy          | Principale | Principale |
| Jenna Lyons         | Principale | Principale |
| Jessel Taank        | Principale | Principale |
| Brynn Whitfield     | Principale | Principale |
| Racquel Chevremont  |            | Principale |
|                     | Amies      |            |
| Rebecca Minkoff     |            | Amie       |

### Voice-over
- Isabelle Périlhou
- Pénélope Perdereau
- Philippe Sollier
- Raphaëlle Valenti
- Sarah Sandre
- Laurent Jacquet (saisons 1 à 3)
- Catherine Desplaces (saisons 1 à 3)
- Caroline Klaus (saisons 1 à 3)
- Véronique Borgias (saisons 1 à 3)
- Marie-Ève Dufresne (saisons 1 à 3)
- Aline Stinus (saisons 6 à 8)
- Annie Kavarian (saisons 6 à 8)

Version française
- Société de doublage : Eclair Média
- Direction artistique : Philippe Kurzawa
- Adaptation des dialogues : Mandane Fraisse, Fanny Mendil, Frédérique Corre, Omar Bougrine

## Épisodes
| Saisons        | Épisodes | France            | France            | France                       | États-Unis       | États-Unis        | États-Unis              | États-Unis              | États-Unis              |
| Saisons        | Épisodes | Début de saison   | Fin de saison     | Chaine de première diffusion | Début de saison  | Fin de saison     | Audiences (en millions) | Audiences (en millions) | Audiences (en millions) |
| Saisons        | Épisodes | Début de saison   | Fin de saison     | Chaine de première diffusion | Début de saison  | Fin de saison     | Première                | Dernière                | Moyenne                 |
| -------------- | -------- | ----------------- | ----------------- | ---------------------------- | ---------------- | ----------------- | ----------------------- | ----------------------- | ----------------------- |
| 1 (2008)       | 9        | 4 mars 2013       | 13 mars 2013      | Chérie 25                    | 4 mars 2008      | 27 mai 2008       | 0.82                    | 1.06                    | 1.20                    |
| 2 (2009)       | 15       | 14 mars 2013      | 2 avril 2013      | Chérie 25                    | 17 février 2009  | 28 mai 2009       | 1.64                    | N/A                     | 1.69                    |
| 3 (2010)       | 18       | 3 avril 2013      | 26 avril 2013     | Chérie 25                    | 4 mars 2010      | 24 juin 2010      | 2.04                    | 1.44                    | 2.00                    |
| 4 (2011)       | 18       | Inédite en France | Inédite en France | Inédite en France            | 7 avril 2011     | 1er août 2011     | 1.97                    | 1.78                    | 2.04                    |
| 5 (2012)       | 21       | Inédite en France | Inédite en France | Inédite en France            | 4 juin 2012      | 22 octobre 2012   | 1.66                    | 0.93                    | 1.58                    |
| 6 (2014)       | 23       | 18 septembre 2017 | 26 septembre 2016 | Téva                         | 11 mars 2014     | 12 août 2014      | 1.33                    | 1.31                    | 1.29                    |
| 7 (2015)       | 24       | 27 septembre 2017 | 12 octobre 2017   | Téva                         | 7 avril 2015     | 17 septembre 2015 | 1.57                    | 0.70                    | 1.28                    |
| 8 (2016)       | 23       | 12 octobre 2017   | 27 octobre 2017   | Téva                         | 6 avril 2016     | 14 septembre 2016 | 1.25                    | 1.76                    | 1.53                    |
| 9 (2017)       | 22       | Inédite en France | Inédite en France | Inédite en France            | 5 avril 2017     | 30 août 2016      | 1.27                    | 1.47                    | 1.50                    |
| 10 (2018)      | 22       | 1er juillet 2024  | 1er juillet 2024  | M6+                          | 4 avril 2018     | 5 septembre 2018  | 1.39                    | 1.26                    | 1.37                    |
| 11 (2019)      | 20       | 1er juillet 2024  | 1er juillet 2024  | M6+                          | 6 mars 2019      | 25 juillet 2019   | 1.54                    | 1.21                    | 1.28                    |
| 12 (2020)      | 25       | 1er juillet 2024  | 1er juillet 2024  | M6+                          | 2 avril 2020     | 1er octobre 2020  | 1.09                    | 0.50                    | 1.1                     |
| 13 (2021)      | 18       | 1er juillet 2024  | 1er juillet 2024  | M6+                          | 4 mai 2021       | 7 septembre 2021  | 0.96                    | 0.54                    | 0.82                    |
| 14 (2023)      | 16       | 18 septembre 2024 | 18 septembre 2024 | M6+                          | 16 juillet 2023  | 29 octobre 2023   | 0.67                    | 0.54                    | 0.51                    |
| 15 (2024-2025) | 17       | 8 octobre 2024    | 11 février 2025   | M6+                          | 1er octobre 2024 | 4 février 2025    | 0.31                    | 0.51                    | 0.40                    |

### Première saison (2008)
1. Rencontre avec les filles (Meet the Wives)
2. Les Hamptons (The Hamptons)
3. Fashion Week (Fashion Week)
4. Femmes sociales (Social Wife)
5. Attention ... elle mord (Careful, She Bites)
6. Soirée entre filles (Girl's Night Out)
7. Seconde Chance (Second Chances)
8. Réunion (Reunion)
9. Images Perdues (The Lost Footage)

### Deuxième saison (2009)
1. La nouvelle (There's a New Girl in Town)
2. Une retraite dans les Hamptons (Hamptons Retreat... But No Surrender)
3. Sur leurs grands chevaux (On Their High Horses)
4. Si tu n'as rien de gentil à dire (If You Have Nothing Nice to Say...)
5. L'esprit de New York (New York State of Mind)
6. Troubles à la Fashion Week (Runway Run-In)
7. Kelly VS. Bethenny (Kelly vs. Bethenny)
8. Jeu, set et clash (Game, Set, Feud)
9. Femmes d'action (Wife in the Fast Lane)
10. Tellement démodé (Unfashionably Late)
11. Une fête chez les Van Kempens (Van Kempens House Party)
12. Des femmes charitables (Charity Wives)
13. Réunion (Partie 1) (Reunion: Part 1)
14. Réunion (Partie 2) (Reunion: Part 2)
15. Images Perdues (The Lost Footage)

### Troisième saison (2010)
1. De nouvelles alliances (New Alliances)
2. La fête du travail (Dueling Labor Day Parties)
3. Un automne à Manhattan (Fall in Manhattan)
4. Mode et chamailleries (Fashion and Fighting)
5. Des nouvelles fraîches (Hot Off the Press)
6. L'embuscade (The Ambush)
7. La nouvelle (New Girl, Old Money)
8. Renouvellement des vœux (Let's See That Ring)
9. Gossip Boy (Stay on Message)
10. Agir sans réfléchir (Leap Before You Look)
11. Week-end dans les Îles Vierges (Housewives Overboard)
12. Mer, soleil et psychose (Sun, Sand and Psychosis)
13. Départ précipité (Shunburn)
14. Des retrouvailles décevantes (Rebuked, Reunited, Renewed)
15. Réunion (Partie 1) (Reunion: Part 1)
16. Réunion (Partie 2) (Reunion: Part 2)
17. Réunion (Partie 3) (Reunion: Part 3)
18. Images perdues (The Lost Footage)

### Quatrième saison (2011)
1. Souriez, vous êtes nu-pieds (Grin and Bar It)
2. La Marche de la discorde (March Madness)
3. Epilation en groupe (Hairy Mess)
4. Ramona, d'un extrême à l'autre (Ramona'd)
5. Par ordre de préférence (Follow Pecking Orders)
6. Le bal masqué (The Mask Has Two Faces)
7. Voyage, voyage (Travel Reservations)
8. La diseuse de mauvaise aventure (Misfortune Teller)
9. Gardienne du riad (A Riad Divided)
10. Derniers jours à Marrakech (Last Call, Morocco!)
11. Une énorme dette (Debt Becomes Her)
12. On a 16ans qu'une fois (Sixteen and Skip the Sweet)
13. Les méchants tweets (Your Tweeting Heat)
14. Soirée burlesque (Burlesque is More)
15. Chic, c'est la vie! (Video Killer the Countess)
16. Premier anniversaire (L.O.V.E Duel)
17. Réunion (Reunion - Part 1)
18. Réunion (Reunion - Part 2)

### Cinquième saison (2012)
1. Un nouveau New York (A New New York)
2. Dis ce que tu veux dire (Say What You Mean, Just Don't Say It Mean)
3. Brunch bien arrosé (Boozy Brunch)
4. L'invité (Diss-Invite)
5. Les filles populaires (The Cool Girls)
6. Royaume-Uni (I'm U.K., You're U.K)
7. Bon voyage, mauvaise chute (Good Trip, Bad Fall)
8. Aveuglé (Blinded by the Wine)
9. Vieux mais toujours en forme (Dirty Ol' Dad)
10. Tu veux quoi ? (You Want to What Me in the Where?)
11. Sacrée fête (This Party Is Toast)
12. Comment tu le fais tourner (All How You Spin It)
13. Appel du butin (Pirate Booty Call)
14. Ile folle (Slutty Island)
15. Les vacances, tout ce que je n'ai jamais souhaité (Vacation, All I Never Wanted)
16. Ce qu'il se passe à St-Barth reste à St-Bart (What Happens in St. Barths Doesn't Stay in St. Barths)
17. Ne fais pas de place pour papa (Don't Make Room for Daddy)
18. Tout va bien qui finit pas bien (All's Well That Doesn't End Well)
19. Réunion (Reunion - Part 1)
20. Réunion (Reunion - Part 2)
21. Images perdues (The Lost Footag)

### Sixième saison (2014)
1. Retrouvailles entre amies (If You Can Make It Here)
2. Le bookgate (Give Up the Ghostwriter)
3. Un mannequin dans la boue (Model Behavior)
4. Tragédie burlesque (Holla in the Hamptons)
5. Drag Queens d'un jour (Everybody Thinks We're Drag Queens)
6. Un anniversaire mouvementé (Unhappy Anniversary)
7. Du rififi dans les Hamptons (Fireworks)
8. Ramona déraille (Unforgivable Debt)
9. La goutte de trop (The Last Splash)
10. Bon voyage Ramona (Bon Voyage Ramona)
11. Qui sème le vent... (The Ramona Trap)
12. Au revoir, Millou (Requiem for a Poodle)
13. Victoire et déboires (Win, Place or Sonja)
14. Sexe, mensonges et peeling (Sex, Lies and Facials)
15. Montana, on arrive ! (Ten Gallon Spats)
16. La montagne de la discorde (Go Yell It on the Mountain)
17. Enterrons la hache de guerre (Bury the Hatchet)
18. Une chanson pour Ramona (Something to Sing About)
19. Quand Harry rencontre Sonja (There's Something About Harry)
20. Une jambe à terre (The Last Leg)
21. Le bilan (1/3) (Reunion — Part 1)
22. Le bilan (2/3) (Reunion — Part 2)
23. Le bilan (3/3) (Reunion — Part 3)

### Septième saison (2015)
1. Le retour de Beth (The B Is Back)
2. Nouvelle demeure, vieilles rancunes (New House, Old Grudges)
3. Batailles de brunchs (Battle Of The Brunches)
4. L'art d'être une cougar (The Art Of Being A Cougar)
5. Occupe-toi de tes affaires (Mind Your Own Business)
6. Atlantic City, nous voilà ! (Double Down on Delusion)
7. Affaires de famille (Family Matters)
8. L'art de la guerre (The Cavi-Art of War)
9. Anniversaire dans les Berkshires (Birthday in the Berks)
10. Sexe & vernis à ongles (Pop of Crazy)
11. Fashionistas en colère (Fashionably Fired Up)
12. La maîtresse des lieux (Lord of the Manor)
13. Sonja contre-attaque (Sonja Island)
14. Tempête sous les tropiques (Conch Blocked)
15. Qui me cherche me trouve (Don't Be All, Like, Uncool)
16. Un écho du passé (Awfully Charitable)
17. L'appel de Londres (London Calling)
18. Bagarre sur le podium (Rumble on the Runway)
19. Ramona fête sa nouvelle vie (New Beginnings, My Ass)
20. Le bilan (1/3) (Reunion — Part 1)
21. Le bilan (2/3) (Reunion — Part 2)
22. Le bilan (3/3) (Reunion — Part 3)
23. Secrets révélés (Secrets Revealed)
24. Spécial 100ème épisode (100th Episode: Watch What Happens Live Special)

### Huitième saison (2016)
1. Bienvenue, Jules (Start Spreading the News)
2. Affaires intimes (An Intimates Affair)
3. Quelle gaffe ! (The Biggest Boob)
4. Fuis-moi, je te suis (BBQ, Brunch, or Bust)
5. Anniversaire sous tension (Birthday Bashing)
6. Il y a de l'orage dans l'air (Tipsying Point)
7. Explications sur canapé (Airing Your Dirty Laundry)
8. Tous les hommes de la comtesse (All the Countess's Men)
9. Tempête chez Dorinda (December: Berkshires County)
10. Fâcheuses vacances (Unhappy Holidays)
11. Invitation bien reçue (Invitation Interrupted)
12. La future mariée est une... chienne ! (Always the Bitch, Never the Bride)
13. Miss Bethenny et son chauffeur (Steel Calzones)
14. Témoignages d'amitié (The Benefits of Friendship)
15. Les paris sont ouverts (All Bets Are Off)
16. La comtesse se fiance (The Countess Bride)
17. À nous la Floride ! (And Away We Finally Go)
18. Les dessous de Palm Beach (Body of Evidence)
19. Le faux pas de Tom (Tomfoolery)
20. La main dans le sac (Say It Ain't So)
21. Le bilan (1/3) (Reunion Part 1)
22. Le bilan (2/3) (Reunion Part 2)
23. Le bilan (3/3) (Reunion Part 3)

### Neuvième saison (2017)
1. How They Got Here
2. Talk of the Town
3. It Girl, Interrupted
4. A New Low
5. The Etiquette of Friendship
6. The Politics of Friendship
7. Wishful Invitation
8. Bidding on Love
9. Return of the Berzerkshires
10. Two Weeks Notice
11. Black out and Get Out
12. A Countess No More
13. Regency Reunion
14. A Bronx Tale
15. A Slippery Slope
16. Oil and Vinegar
17. Three Tequila... Floor!
18. Tequila-thon
19. Make Out, Make Up
20. Thank You and Good Night
21. Reunion Part 1
22. Reunion Part 2
23. Reunion Part 3
24. One-On-One With Luann

### Dixième saison (2018)
1. Le bal masqué (Ghouls Just Wanna Have Fun)
2. Sur la ligne de départ (Running Your Mouth)
3. Joyeux anniversaire ! (Til Brunch Do Us Part)
4. Coups bas (War and P.O.S)
5. Œil pour œil (Tea for Tat)
6. Grande nouvelle (Grief and Relief)
7. L'île (On An Island)
8. Amitié fragile (A Frittered Friendship)
9. Noël criminel(Holidazed and Confused)
10. Infraction au code pénal (You Broke the Penal Code)
11. Mariage ou enterrement (Faux Weddings and a Funeral)
12. Toutes les roses ont des épines (Every Mayflower Has Its Thorn)
13. Relaxe (Arrest and Relaxation)
14. Tous en piste (Dating Wishies and Cabaret Dreams)
15. Crise colombienne (Wigging Out)
16. Dîner surprise (Guess Who's Arguing at Dinner?)
17. Péril en haute mer (Ship Happens)
18. Rien ne vaut son chez-soi (There's No Place Like Home)
19. La vie est un cabaret (Life is a Cabaret)
20. Le bilan (1/3) (Reunion Part 1)
21. Le bilan (2/3) (Reunion Part 2)
22. Le bilan (3/3) (Reunion Part 3)

### Onzième saison (2019)
1. L'été des divisions (Divided, They Summer)
2. Panique dans les Hamptons (Things Are Going Southampton)
3. Les humeurs du homard (It's A Clame Shame)
4. Faire la paix n'est pas chose aisée (Making Un is Hard to Do)
5. Mode canine (Shark Bait)
6. Le vieux manoir (Sleeping With The Fishes)
7. Action ou vérité (It's Kind of a Phone-y Story)
8. Ruptures volatiles (Birds, Broads and Breakups)
9. Larmes de clown (Tears of a Clown)
10. Le discours (Shalloween)
11. En vadrouille (Upstate Girls)
12. Au clair de Luann (Luann Land)
13. C'est pas toi, c'est Miami (It's Not You, It's Miami)
14. Ex ou pas ex ? (Caught Between an Ex and a Hard Place)
15. La vie n'est pas un cabaret (Life is Not a Cabaret)
16. Plus qu'un sentiment (More Than a Feelin')
17. Jesus, la contesse et Joseph (Jesus, The Countess And Joseph)
18. Le bilan (1/3) (Reunion - Part 1)
19. Le bilan (2/3) (Reunion - Part 2)
20. Le bilan (3/3)(Reunion - Part 3)

### Douzième saison (2020)
1. À la new-yorkaise (Black in the NY Groove)
2. Cirection sous-sol (Stooping to a Lower Level)
3. Le manoir de Ramona (Don't Mansion It)
4. La fête des Hamptons (Ain't No Paty Like Hamptons Party)
5. Top pas modèle (Not So Model Behavior)
6. Courte paille (Just the Sip)
7. Vive les pommes (How Ya Like Them Apples?)
8. Poupées russes (If You Can't Take the Heat, Get Out of the Russian Bath House)
9. Leah l'ouragan (Hurricane Leah)
10. Mijoter à feu doux (Something's Brewing)
11. Choisir c'est renoncer (Love Him and Leave Them)
12. Boire, manger, avoir peur (Eat, Drink, and Be Scary)
13. Les bons comptes font les bons amis (Not Feeling Jovani)
14. Les bonnes manières (Remember Your Blue Stone Manners)
15. Pure folie (Sheer Maness)
16. La loi du mariachi (Not Very Merry-achi)
17. Chaos à Cancun (Black on the Hump)
18. Séduction mexicaine (Hitting All the Wrong Cenotes)
19. Dernière nuit (21st Century Sonja)
20. Écrire ses mémoires (No Party Like A Mob Party)
21. Plaies rouvertes (Viva La Dysfunction)
22. Le bilan (1/3) (Reunion Part 1)
23. Le bilan (2/3) (Reunion Part 2)
24. Le bilan (3/3) (Reunion Part III)
25. Plus de secrets ! (Secrets Revealed)

### Treizième saison (2021)
1. Retour dans la grande pomme (Black in the Big Apple)
2. Ça brûle (Burning Up)
3. Les grands intérêts (A High Rate of Interest)
4. Diamants sur canapé (Putting the Tiff in Tiffany's)
5. Nu comme un ver (How Nude)
6. Pêche aux électeurs (Stop And Trow The Roses)
7. Halloween rétro (Electile Dysfunction)
8. Une nuit à Harlem (A Harlem Night)
9. Les sorcières de Salem (The Salem Bitch Trials)
10. Plongée dans le passé (Light as a Feather, Stiff as a Bored)
11. Sorcelleries (The Witching Hour)
12. Sur le ring (Baby It's Closed Inside)
13. Ho ho ho ! (Ho Ho Holidays)
14. La santé avant tout (Hanger Pains)
15. Anti-douleurs (Bitching and Ramoaning)
16. Saint Valentine (Be Mine, Galentine)
17. Appel impromptu (The Doppelgang's All Here)
18. Jeu, set et match ! (So... That Happened)

### Quatorzième saison (2023)
1. Nouvelle ère à New York (New Era, New York)
2. Mon beau sapin (Oh Christmas Tree)
3. La vérité si je mange (Two Truths And No Shakshuka)
4. Les soucis de Brynn (The Most Brynnteresting Girl in The Room)
5. Victime de la mode (Fashionably Absent)
6. Anniversaire (Anniversorry, Not Sorry)
7. Qui sème le vent... (You Wreath What You Sow)
8. Business Class (Business Classy)
9. Anguilla sous roche (Nothing Vanilla About Anguilla)
10. Au naturel (Naughty-ical by Nature)
11. Téléphone ! (The Case of the Missing Phone)
12. Double rencard (Well Healed)
13. Une soirée de folie (A Night at Swingers)
14. Connecticut (Connecticut-ing the Dots)
15. Le bilan (1/3) (Reunion Part 1)
16. Le bilan (2/3) (Reunion Part 2)

### Quinzième saison (2024-2025)
1. Apple of My Lie
2. You Can Run But You Can't Ride
3. Dramamine Drama
4. Match Point of No Return
5. A Shot of Mess-cal
6. Without a Clue
7. Dodging Rumors
8. Birds of a Feather Gossip Together
9. Coming Clean
10. A Strictly Ballroom Affair
11. Resorting to Madness
12. A Tantrum and a Truce
13. Dinner Disasters and Breakfast Breakdowns
14. Quit Your Beachin
15. Paradise Lost
16. Reunion Part 1
17. Reunion Part 2

## Commentaires
- En 2006, la chaîne américaine Bravo démarre la diffusion de The Real Housewives of Orange County, décrite comme « un croisement entre les séries Desperate Housewives et Newport Beach ». À la suite du succès de la téléréalité, plusieurs émissions-dérivées seront diffusées : New York City, Atlanta, New Jersey, Washington D.C., Beverly Hills, Miami, Potomac, Dallas, Salt Lake City, Dubai.

### Ultimate Girls Trip
- En 2021, Ramona Singer (en) (saisons 1 à 13) et Luann de Lesseps (en) (saisons 1 à 13) ont participé à la première saison.
- En 2022, la chaîne américaine Bravo annonce la seconde saison qui a été tourné Blue Stone Manor de Dorinda Medlay (saisons 7 à 12) qui participe à cette saison avec Jill Zarin (saisons 1 à 4) il s'agit de la première édition de l'Ex-Wives Club.
- En 2023, Leah McSweeney (en) (saisons 12 et 13) a participé à la saison 3 à la suite de cette participation elle déposera plainte contre Bravo pour discrimination[17].
- En 2023, alors que l'émission a subi un changement intégrale de son casting une saison 4 des Real Housewives Ultimate Girls Trip a été annoncé comme un New York Legacy ne comprenant que des Housewives des treize premières saison avec Ramona Singer (en) (saisons 1 à 13), Luann de Lesseps (en) (saisons 1 à 13), Kelly Killoren Bensimon (en) (saisons 2 à 4), Sonja Morgan (en) (saisons 3 à 13), Kristen Taekman (saisons 6 et 7), Dorinda Medlay (saisons 7 à 12).
- En 2024, Alex McCord (saison 1 à 4) a participé à la saison 5 qui n'a pas été diffusée à la suite de l'affaire Brandi Glanville.

### Autres Apparition
- En 2010, la chaîne américaine Bravo lance un spin-off centré sur la vie de Bethenny Frankel (en) (saisons 1 à 3, 7 à 11) nommé Bethenny Ever After (en) en 2012 elle annonce qu'elle souhaite se concentrer sur d'autres projets et l'émission est donc annulée.
- En 2018, Bravo diffuse Bethenny & Fredrik (en) qui relatent leur partenariat commercial.
- Sonja Morgan (en), Tinsley Mortimer (en) et Dorinda Medlay sont apparues dans les saisons 12 des Real Housewives of Atlanta.
- Ramona Singer (en) est apparue dans les saisons 10 et 13 des Real Housewives of New Jersey.
- En 2015, Bethenny Frankel (en) apparait dans la saison 6 des Real Housewives of Beverly Hils pendant le voyage au Hamptons et lors de la saison 9 à l'innauguration de la boutique de Kyle Richards à New York.
- Jill Zarin a assité au mariage de Alexia Nepola dans le premier épisode de la saison 5 des Real Housewives of Miami.
- Dorinda Medlay et Jill Zarin été toutes les deux été présente lors du mariage de Teresa Giudice (en) dans l'épisode 16 de la saison 13 des Real Housewives of New Jersey. Dorinda était déjà apparu lors de la saison 7.
- En 2023, Bravo diffuse Luann & Sonja: Welcome to Crappie Lake (en) dans cette émission Luann de Lesseps (en)(saisons 1 à 13) et Sonja Morgan (en) (saisons 3 à 13) viennent en aide à la ville de Crappie Lake à la suite de l'impact de la pandémie de Covid-19.